# Bologna Sezione Calcio 1927-1928
Questa voce raccoglie le informazioni riguardanti la Bologna Sezione Calcio nelle competizioni ufficiali della stagione 1927-1928.

## Stagione
Nella stagione 1927-1928 il Bologna disputa il girone B del campionato di Divisione Nazionale. Ottiene il primo posto nel girone B con 27 punti, con l'accesso al girone finale, Girone finale a otto squadre, che ha assegnato lo scudetto al Torino, primo con 19 punti, primo tricolore per i granata, dopo quello revocato nella stagione scorsa, secondo il Genoa con 17 punti, il Bologna ha chiuso il girone finale al 5º posto con 15 punti.

## Divise
| Casa |

## Rosa
| N. |                   | Ruolo | Calciatore          |
| -- | ----------------- | ----- | ------------------- |
|    | Italia (bandiera) | P     | Mario Gianni        |
|    | Italia (bandiera) | P     | Paride Pedretti     |
|    | Italia (bandiera) | D     | Giovanni Borgato    |
|    | Italia (bandiera) | D     | Felice Gasperi      |
|    | Italia (bandiera) | D     | Eraldo Monzeglio    |
|    | Italia (bandiera) | C     | Gastone Baldi       |
|    | Italia (bandiera) | C     | Alessandro Calanchi |
|    | Italia (bandiera) | C     | Pietro Genovesi     |
|    | Italia (bandiera) | A     | Giuseppe Martelli   |
|    | Italia (bandiera) | A     | Federico Busini     |

| N. |                   | Ruolo | Calciatore                      |
| -- | ----------------- | ----- | ------------------------------- |
|    | Italia (bandiera) | A     | Antonio Busini                  |
|    | Italia (bandiera) | A     | Giuseppe Della Valle (capitano) |
|    | Italia (bandiera) | A     | Bruno Maini                     |
|    | Italia (bandiera) | A     | Giuseppe Muzzioli               |
|    | Italia (bandiera) | A     | Bernardo Perin                  |
|    | Italia (bandiera) | A     | Angelo Pilati                   |
|    | Italia (bandiera) | A     | Alfredo Pitto                   |
|    | Italia (bandiera) | A     | Alberto Pozzi                   |
|    | Italia (bandiera) | A     | Angelo Schiavio                 |

## Risultati

### Divisione Nazionale

#### Girone B

##### Girone di andata
| Arbitro: | Asei Conte (Vercelli) |

|               |           |              |
| A. Busini 15’ | Marcatori | 84’ Varglien |

| Arbitro: | Mattea (Casale Monferrato) |

|  |           |                             |
|  | Marcatori | 15’ 66’ F. Busini 87’ Perin |

| Arbitro: | A.Gama (Milano) |

|           |           |          |
| Perin 37’ | Marcatori | 84’ Rier |

| Arbitro: | Carraro (Padova) |

|                 |           |  |
| Cevenini III 7’ | Marcatori |  |

| Arbitro: | Casetta (Milano) |

|                                 |           |  |
| Schiavio 31’ A. Busini 61’, 81’ | Marcatori |  |

| Cornigliano 13 novembre 1927 6ª giornata | La Dominante     | 0 – 0 | Bologna | Stadio del Littorio\| Arbitro: \| Carraro (Padova) \| |
| Arbitro:                                 | Carraro (Padova) |       |         |                                                       |

| 20 novembre 1927 7ª giornata |  | – Turno di riposo del Bologna |  |  |

| Arbitro: | Galassi (Torino) |

|                                                                                         |           |             |
| Schiavio 10’, 73’, 52’ Perin 28’ Genovesi 33’ A. Busini 42’, 46’, 82’ Muzzioli 62’, 74’ | Marcatori | 59’ Morandi |

| Arbitro: | Osti (Ferrara) |

|                           |           |                                              |
| Conti 51’ Gianfardoni 56’ | Marcatori | 6’ Muzzioli 25’, 42’ A. Busini 62’ F. Busini |

| Arbitro: | Scarpi (Dolo) |

|              |           |  |
| Schiavio 10’ | Marcatori |  |

| Casale Monferrato 11 dicembre 1927 11ª giornata | Casale         | 0 – 0 | Bologna | Stadio Natale Palli\| Arbitro: \| Lenti (Genova) \| |
| Arbitro:                                        | Lenti (Genova) |       |         |                                                     |

##### Girone di ritorno
| Arbitro: | Garbieri (Genova) |

|              |           |              |
| Tognazzi 85’ | Marcatori | 11’ Schiavio |

| Arbitro: | Enrietti (Torino) |

|                                       |           |  |
| F. Busini 20’ A. Busini 65’ Perin 71’ | Marcatori |  |

| Arbitro: | Carraro (Padova) |

|               |           |              |
| Rier 60’, 62’ | Marcatori | 30’ Schiavio |

| Arbitro: | Ferro (Milano) |

|                            |           |  |
| Schiavio 10’ A. Busini 49’ | Marcatori |  |

| Arbitro: | Lenti (Genova) |

|                   |           |             |
| Chini Ludueña 80’ | Marcatori | 5’ Schiavio |

| Arbitro: | Galassi (Torino) |

|                                                         |           |  |
| Schiavio 26’, 40’, 62’, 75’ Muzzioli 50’, 60’ Perin 84’ | Marcatori |  |

| 5 febbraio 1928 18ª giornata |  | – Turno di riposo del Bologna |  |  |

| Arbitro: | Enrietti (Torino) |

|  |           |              |
|  | Marcatori | 60’ Muzzioli |

| Arbitro: | Lenti (Genova) |

|              |           |           |
| Muzzioli 32’ | Marcatori | 45’ Conti |

| Arbitro: | Ferro (Milano) |

|                                      |           |  |
| Crotti 5’ 65’ Ruffina 71’ Crotti 86’ | Marcatori |  |

| Arbitro: | Garbieri (Genova) |

|                                              |           |           |
| A. Busini 2’, 55’ Genovesi 26’ F. Busini 61’ | Marcatori | 16’ Gabba |

### Girone finale

#### Girone di andata
| Arbitro: | Carraro (Padova) |

|               |           |            |
| F. Busini 26’ | Marcatori | 5’ Ferrari |

| Arbitro: | Mattea (Casale Monferrato) |

|                  |           |          |
| Santagostino 66’ | Marcatori | 5’ Perin |

| Arbitro: | A.Gama (Milano) |

|           |           |                 |
| Perin 90’ | Marcatori | 37’ Rossetti II |

| Arbitro: | Sguerso (Savona) |

|                                                |           |             |
| Bernardini 49’ (rig.) Conti 68’ Bernardini 86’ | Marcatori | 9’ Schiavio |

| Arbitro: | Enrietti (Torino) |

|                        |           |                 |
| Schiavio 10’, 48’, 80’ | Marcatori | 3’ Chiecchi III |

| Arbitro: | Turbiani (Ferrara) |

|              |           |              |
| Munerati 11’ | Marcatori | 29’ Muzzioli |

| Arbitro: | Lenti (Genova) |

|                                                                   |           |  |
| A. Busini 32’, 73’ Perin 34’ Schiavio 38’, 49’, 65’ F. Busini 42’ | Marcatori |  |

#### Girone di ritorno
| Arbitro: | Lenti (Genova) |

|             |           |              |
| Gandini 58’ | Marcatori | 55’ Schiavio |

| Arbitro: | Malagodi (Ferrara) |

|                                                    |           |  |
| Schiavio 15’, 89’ A. Busini 29’, 61’ F. Busini 80’ | Marcatori |  |

| Arbitro: | Turbiani (Ferrara) |

|                       |           |            |
| Schiavio 2’, 30’, 38’ | Marcatori | 64’ Meazza |

| Arbitro: | Lenti (Genova) |

|                 |           |  |
| Rossetti II 55’ | Marcatori |  |

| Arbitro: | Mattea (Casale Monferrato) |

|                          |           |  |
| Levratto 73’ Puerari 75’ | Marcatori |  |

| Arbitro: | U.Gama (Milano) |

|  |           |                              |
|  | Marcatori | 17’ Cevenini III 64’ Vojak I |

| Arbitro: | Malagodi (Ferrara) |

|                                           |           |                                           |
| Caligaris 48’ Patrucchi 62’ Caligaris 88’ | Marcatori | 6’ Pozzi 14’ Muzzioli 26’ Pitto 36’ Pozzi |

## Statistiche

### Statistiche di squadra
| Competizione                        | Punti | In casa | In casa | In casa | In casa | In casa | In casa | In trasferta | In trasferta | In trasferta | In trasferta | In trasferta | In trasferta | Totale | Totale | Totale | Totale | Totale | Totale | DR  |
| Competizione                        | Punti | G       | V       | N       | P       | Gf      | Gs      | G            | V            | N            | P            | Gf           | Gs           | G      | V      | N      | P      | Gf     | Gs     | DR  |
| ----------------------------------- | ----- | ------- | ------- | ------- | ------- | ------- | ------- | ------------ | ------------ | ------------ | ------------ | ------------ | ------------ | ------ | ------ | ------ | ------ | ------ | ------ | --- |
| Divisione Nazionale - Girone B      | 27    | 10      | 7       | 3       | 0       | 33      | 5       | 10           | 3            | 4            | 3            | 11           | 11           | 20     | 10     | 7      | 3      | 44     | 16     | +28 |
| Divisione Nazionale - Girone finale | 15    | 7       | 4       | 2       | 1       | 19      | 6       | 7            | 1            | 3            | 3            | 9            | 12           | 14     | 5      | 5      | 4      | 28     | 18     | +10 |
| Totale                              | -     | 17      | 11      | 5       | 1       | 53      | 11      | 17           | 4            | 7            | 6            | 20           | 23           | 34     | 15     | 12     | 8      | 72     | 34     | +38 |

### Statistiche dei giocatori
| Giocatore      | Divisione Nazionale | Divisione Nazionale |
| Giocatore      | Presenze            | Reti                |
| -------------- | ------------------- | ------------------- |
| G. Baldi       | 16                  | 0                   |
| G. Borgato     | 15                  | 0                   |
| A. Busini      | 30                  | 16                  |
| F. Busini      | 33                  | 8                   |
| A. Calanchi    | 1                   | 0                   |
| G. Della Valle | 9                   | 0                   |
| F. Gasperi     | 31                  | 0                   |
| M. Gianni      | 33                  | -33                 |
| P. Genovesi    | 28                  | 2                   |
| B. Maini       | 2                   | 0                   |
| G. Martelli    | 18                  | 0                   |
| E. Monzeglio   | 21                  | 0                   |
| G. Muzzioli    | 24                  | 9                   |
| P. Pedretti    | 1                   | -1                  |
| B. Perin       | 29                  | 8                   |
| A. Pilati      | 2                   | 0                   |
| A. Pitto       | 23                  | 1                   |
| A. Pozzi       | 28                  | 2                   |
| A. Schiavio    | 30                  | 26                  |